# Andreas Goldberger
Pour les articles homonymes, voir Goldberger.
Andreas « Andi » Goldberger, né le 29 novembre 1972 à Ried im Innkreis (Haute-Autriche) est un sauteur à ski autrichien. Il a remporté trois fois la Coupe du monde, deux fois la Tournée des quatre tremplins, un titre mondial de saut à ski et deux médailles olympiques dans les années 1990. Après une suspension en 1997, il n'a plus obtenu ses résultats d'antan mais a obtenu un titre mondial par équipes en 2001. Il s'est retiré en 2005.

## Biographie
En janvier 1991, alors âge de dix-huit ans, il fait ses débuts dans la Coupe du monde, à l'occasion de la Tournée des quatre tremplins. Deux mois plus tard, il marque ses premiers points dans l'élite en se classant neuvième à Planica. En 1992, de retour sur la Tournée des quatre tremplins, il prend la deuxième place du concours d'Innsbruck, pour son premier podium, mais surtout gagne la médaille d'argent aux Championnats du monde de vol à ski à Harrachov, derrière Noriaki Kasai. Durant la saison 1992-1993, il confirme les espoirs portés en lui, s'imposant aux tremplins d'Innsbruck et de Bischofshofen pour enlever la Tournée des quatre tremplins devant les supporters autrichiens. Il est ensuite sélectionné pour ses premiers championnats du monde à Falun, où il remporte trois médailles : l'argent au petit tremplin et le bronze au grand tremplin et à la compétition par équipes. Performant tout au long de la saison, il finit en tête du classement général de la Coupe du monde pour la première fois. Il ne gagne pas la Coupe du monde en 1994, même s'il gagne à Courchevel et Innsbruck, mais décroche deux médailles de bronze olympiques aux jeux de Lillehammer au grand tremplin et à l'épreuve par équipes.
En 1995, il devient le leader de son sport dans la Coupe du monde, il est vainqueur d'abord à Planica, puis sur la Tournée des quatre tremplins, avant de gagner les quatre concours organisés en Norvège, dont celui de Holmenkollen, et pour finir en vol à ski à Oberstdorf, discipline, dont il remporte le classement en plus de son succès sur le classement général. Il achève l'hiver par une deuxième place et donc une médaille d'argent aux Championnats du monde de Thunder Bay derrière Tommy Ingebrigtsen.
En 1996, il devient champion du monde vol à ski au tremplin de Kulm, après être devenu le premier homme à sauter au-delà des 200 mètres, même si le record n'a pas été validé en raison d'une chute. Il remporte aussi sa troisième victoire au classement de la Coupe du monde.
Aux Championnats du monde 1997, il prend la médaille de bronze au petit tremplin. En 1997, Andreas Goldberger avoue qu'il prenait de la cocaïne et est suspendu pendant six mois par la fédération autrichienne de ski. S'il a brièvement envisagé de prendre la nationalité sportive serbe pour continuer à sauter, il est ensuite de nouveau autorisé à représenter l'Autriche. Il devient moins performant, n'obtenant notamment que la 22e place aux Jeux olympiques de Nagano en 1998, même s'il se classe cinquième de la Coupe du monde en 2000.
Aux Championnats du monde 2001, il parvient à remporter sa seule médaille d'or internationale, gagnant la compétition par équipes sur le petit tremplin à Lahti en compagnie de Wolfgang Loitzl, Stefan Horngacher et Martin Höllwarth.
Son dernier podium individuel dans la Coupe du monde (son 63e) date de janvier 2003 au concours de Garmisch-Partenkirchen.
Il obtient quelques résultats dans le top dix en 2003-2004 (dont un podium par équipes en Coupe du monde et un aux Championnats du monde de vol à ski), mais aucun en 2004-2005, saison à l'issue de laquelle il prend sa retraite sportive.
Il devient ensuite commentateur de saut à ski à la télévision autrichienne ORF.

## Palmarès

### Jeux olympiques
| Épreuve / Édition | Lillehammer 1994 | Nagano 1998 |
| Petit tremplin    | 7e               | 22e         |
| Grand tremplin    | Bronze           |             |
| Par équipes       | Bronze           |             |

### Championnats du monde
| Épreuve / Édition | Épreuve / Édition | Falun 1993 | Thunder Bay 1995 | Trondheim 1997 | Lahti 2001 |
| Petit tremplin    | Petit tremplin    | Argent     | 6e               | Bronze         | 6e         |
| Grand tremplin    | Grand tremplin    | Bronze     | Argent           | 47e            | 11e        |
| Par équipes       | PT                |            |                  |                | Or         |
| Par équipes       | GT                | Bronze     | 6e               | 4e             | Bronze     |

 * PT:Petit tremplin, GT:Grand tremplin 

### Championnats du monde de vol à ski
| Épreuve / Édition | Harrachov 1992 | Planica 1994 | Kulm 1996 | Oberstdorf 1998 | Vikersund 2000 | Harrachov 2002 | Planica 2004 |
| Individuel        | Argent         | 13e          | Or        | 14e             | 8e             | 29e            |              |
| Par équipes       |                |              |           |                 |                |                | Bronze       |

### Coupe du monde
- 3 gros globes de cristal en 1993, 1995 et 1996.
- 2 petits globes de cristal :
  - Vainqueur du classement de vol à ski 1995 et 1996.
- Vainqueur de la Tournée des quatre tremplins en 1993 et 1995.
- 63 podiums individuels dont 20 victoires.
- 11 podiums par équipes, dont 4 victoires.

#### Victoires individuelles
| Année | Lieu |
| 1993  | Innsbruck (Autriche), Bischofshofen (Autriche) |
| 1994  | Courchevel (France), Innsbruck (Autriche) |
| 1995  | Planica (Slovénie), Bischofshofen (Autriche), Willingen (Allemagne), Sapporo (Japon), Lahti (Finlande), Lillehammer (Norvège), Oslo (Norvège), Vikersund x2 (Norvège), Oberstdorf (Allemagne) |
| 1996  | Innsbruck (Autriche), Engelberg (Suisse), Sapporo (Japon), Zakopane (Pologne), Kulm (Autriche), Harrachov (République tchèque)                                                                |

#### Classements généraux
| Compet'/Année | Compet'/Année | Classement général | Classement général |
| ------------- | ------------- | ------------------ | ------------------ |
| Compet'/Année | Compet'/Année | Class.             | Points             |
| 1991          | 1991          | 37e                | 16                 |
| 1992          | 1992          | 8e                 | 123                |
| 1993          | 1993          | 1er                | 206                |
| 1994          | 1994          | 3e                 | 927                |
| 1995          | 1995          | 1er                | 1571               |
| 1996          | 1996          | 1er                | 1416               |
| 1997          | 1997          | 6e                 | 817                |
| 1998          | 1998          | 17e                | 327                |
| 1999          | 1999          | 17e                | 400                |
| 2000          | 2000          | 5e                 | 1034               |
| 2001          | 2001          | 14e                | 373                |
| 2002          | 2002          | 13e                | 419                |
| 2003          | 2003          | 12e                | 556                |
| 2004          | 2004          | 18e                | 299                |
| 2005          | 2005          | 36e                | 94                 |

### Grand Prix d'été
Il remporte le classement général en 1995.